# Cusiala
Cusiala is een geslacht van vlinders van de familie spanners (Geometridae), uit de onderfamilie Ennominae.

## Soorten
- C. boarmoides Moore, 1887
- C. raptaria Walker, 1860
- C. stipitaria Oberthür, 1880
- C. turpis Warren, 1899